# Руйи-Сен-Лу
Руйи́-Сен-Лу (фр. Rouilly-Saint-Loup) — коммуна во Франции, находится в регионе Шампань — Арденны. Департамент — Об. Входит в состав кантона Люзиньи-сюр-Барс. Округ коммуны — Труа.
Код INSEE коммуны — 10329.
Коммуна расположена приблизительно в 150 км к юго-востоку от Парижа, в 80 км южнее Шалон-ан-Шампани, в 7 км к юго-востоку от Труа. Стоит на реке Барс.

## Население
Население коммуны на 2008 год составляло 535 человек.
| 1962 | 1968 | 1975 | 1982 | 1990 | 1999 | 2008 |
| ---- | ---- | ---- | ---- | ---- | ---- | ---- |
| 346  | 361  | 379  | 480  | 507  | 505  | 535  |

## Экономика
В 2007 году среди 372 человек в трудоспособном возрасте (15—64 лет) 282 были экономически активными, 90 — неактивными (показатель активности — 75,8 %, в 1999 году было 71,6 %). Из 282 активных работали 266 человек (144 мужчины и 122 женщины), безработных было 16 (6 мужчин и 10 женщин). Среди 90 неактивных 37 человек были учениками или студентами, 26 — пенсионерами, 27 были неактивными по другим причинам.